# Literaturpreis der Schwulen Buchläden
El Premio literario de las librerías gais (Literaturpreis der Schwulen Buchläden anteriormente: Schwuler Literaturpreis, Premio literario gay) se estableció como una iniciativa para promocionar la literatura gay en alemán y fomentar el talento y la atención del público hacia este segmento de la literatura. Se entregó de 1993 a 2004, al final cada dos años.

## Descripción
La idea nació en un momento en el que en el mercado de libros gais no había prácticamente más que traducciones al alemán de literatura en otros idiomas. Fue el grupo de trabajo de las librerías gais el que lo organizó, formado por las librerías Eisenherz (Berlín), Männerschwarm (Hamburgo), Erlkönig (Stuttgart) y Max & Milian (Múnich).
Se admitían textos en prosa en lengua alemana no publicados, que trataran principalmente sobre aspectos de la vida de hombres homosexuales, con una extensión de unas veinte páginas. Se permitía el envío de obras de teatro si eran adecuadas para su lectura ante público. También se aceptaban extractos de textos mayores, si se podían juzgar como completos en sí mismos. Sólo se admitía un texto por autor.
Un jurado formado por tres personas o parejas nominaban un texto presentado, de los cuales el jurado de libreros decidía el ganador. El premio estaba dotado con 1000€ (anteriormente 2000 marcos) y la garantía de la publicación del texto. Cada año la editorial MännerschwarmSkript editaba una antología en la que se publicaba el texto premiado y algunos otros de los textos. Los textos que no eran reclamados por sus autores, eran entregados al Schwules Museum en Berlín.
Hasta la fecha (2009) los organizadores han declarado oficialmente una pausa para replantear unos criterios que se adapten mejor a la nueva situación social y política de gais y lesbianas. No hay planes para continuar el premio en su forma anterior.

## Premiados
| Año  | Participantes   | Jurado                                                                                              | Premiado                                   | Tema                                                                  |
| ---- | --------------- | --------------------------------------------------------------------------------------------------- | ------------------------------------------ | --------------------------------------------------------------------- |
| 1993 |                 | | Günter M. Ziegler: Fragmente einer Legende | -                                                                     |
| 1996 |                 | |                                            | -                                                                     |
| 1998 |                 | | Everhard Hofsümmer: Hildegard! Storno!     | -                                                                     |
| 2000 |                 | Rainer Falk (Querverlag) Matthias Frings Hans Stempel y Martin Ripkens                              | Felix Dörstelmann: American Love Story     | -                                                                     |
| 2002 | 156             | Michael Merschmeier Tetta Müller y Lo Malinke (del grupo de cabaret Malediva) Rüdiger Lautmann      | Holger Siemann: Fräulein Michael geht aus  | -                                                                     |
| 2004 | 114 25% mujeres | Tim Sonderhüsken (lector en la editorial Knaur) Philip Tingler Matthias Kuhn (periodista de Múnich) | Gunther Geltinger: Leben, 200 Meter        | Texto del placer: traer el cuerpo al juego (en honor a los Eurogames) |

## Antologías publicadas
Todos los libros se editaron en la editorial MännerschwarmSkript. El año se refiere al año de publicación.
| Año  | Editor              | Título / ISBN                              | Colaboración de |
| ---- | ------------------- | ------------------------------------------ | --- |
| 1994 | Joachim Bartholomae | Die Engel sind echt ISBN 3-928983-25-3     | 13 textos, entre otros de Peter Hofmann (Autor) (nominado), Walter Ott |
| 1997 | Thomas Ott          | Einmal wars schön ISBN 3-928983-48-2       | |
| 1999 | Joachim Bartholomae | Hildegard! Storno! ISBN 3-928983-66-0      | 14 textos, entre otros de Markus Dullin (nominado) |
| 2001 | Joachim Bartholomae | American Love Story ISBN 3-928983-93-8     | 14 textos de Felix Dörstelmann (ganador), Jörg Feiertag (nominado: Kreuz des Südens o Cruzeiro do Sul), Johannes Lindhorst (nominado: Die Baumeister der morgigen Stadt), Markus Dullin, Arthur Knebel, Pyter Carlem, Peter Rehberg, Matthias Ordolff, Jan Battista, Stephan Franck, Klaus-Dieter Diedrich, Albert Ztrebla, Klaus Mattes y Klaus Berndl |
| 2003 | Axel Schock         | Der schöne Mann ist tot ISBN 3-935596-19-7 | 15 textos de Holger Siemann (ganador), Stefan Pokroppa (nominado: Silberblick), Peter Nathschläger, Marco Martin, Daniel Klaus, Karl Kilian, Marcus Brühl, Stefan Blome, Thorsten Wiesner, Corinna Waffender, Jörg Krohmer, David Mitzenheim, Albrecht Piper, Johan Peter y Taddeus Schmidt; (también fue nominado Stefan Freund con Nachtzug)          |
| 2005 | Thomas Ott          | Im Paradies ISBN 3-935596-73-1             | 13 textos de Gunther Geltinger (ganador), Cordula Scheifele (nominado: Ein Hauch von Kaschmir), Eric Hegmann (nominado: Heldenfrühstück), Gert Weihsmann, Thomas Kindermann, Jörg Feiertag, Maria Fangerau, Lukas Sommer, Corinna Waffender, Christian Lütjens, Gregorio Ortega Coto, Gunter Gerlach y Paul Kremp (alias Victor Aadlon)                 |